# Pfieffetalbrücke
Die Pfieffetalbrücke ist ein 812 m langes zweigleisiges Eisenbahnüberführungsbauwerk der Schnellfahrstrecke Hannover–Würzburg.

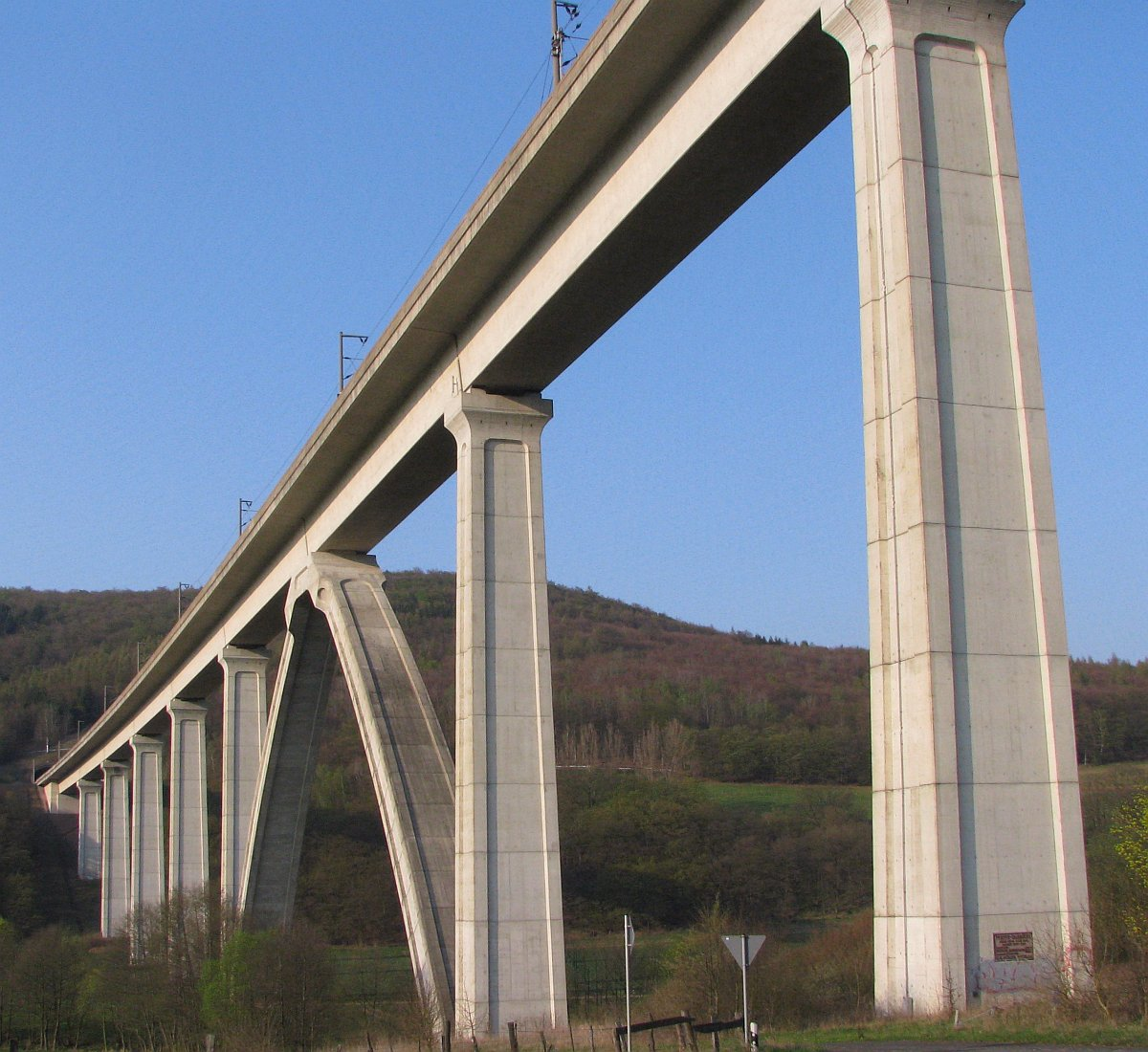
Ausbildung von A-Bock und Pfeilern. Untersicht vom Überbau mit Hohlkasten

Die Balkenbrücke liegt in der Nähe des Melsunger Stadtteils Adelshausen im nordhessischen Schwalm-Eder-Kreis und überspannt in einer Höhe von maximal 61 m über Grund das Pfieffetal mit dem Bach Pfieffe, einem Zufluss der Fulda, sowie die B 487 zwischen Adelshausen und Mörshausen, einem Stadtteil Spangenbergs. Im Tal verläuft der 1986 stillgelegte Streckenabschnitt Malsfeld–Spangenberg der Bahnstrecke Leinefelde–Treysa.
Das Bauwerk liegt zwischen den Streckenkilometern 169,135 und 169,947.

## Geschichte
In der Planungsphase lag die Brücke am südlichen Rand des Planungsabschnitts 13 im Mittelabschnitt der Strecke. Das Bauwerk wurde zwischen den Jahren 1987 und 1989 für die Deutsche Bundesbahn erbaut.
Die Modellierung der Pfeiler und des A-Bocks wurde im Rahmen eines Sondervorschlages analog zur Mülmischtalbrücke ausgeführt, die zuvor von derselben Wetzlarer Bauunternehmung errichtet worden war.
Im Februar 1988 begann der Aufbau des Holzgerüstes. Gegenüber einem konventionellen Stahlgerüst hätten, in Verbindung mit der benachbarten Mülmischtalbrücke, rund 200.000 D-Mark eingespart werden können.
Die Kosten wurden mit 38,6 Millionen D-Mark beziffert.
Im 2. Halbjahr 2019 begann auf der Brücke ein Betriebsversuch mit weiß angestrichenen Schienen zur Senkung der Schienentemperatur. Auf einem Gleis wurden die Schienen auf einer Länge von tausend Metern weiß gefärbt, bei dem anderen nicht. An den Schienen installierte Sensoren messen seither die Temperatur des Stahls, die Temperaturen der beiden Gleise werden von einem Computer verglichen. Bis Ende 2020 sollen die Daten ausgewertet sein und über einen weiterführenden Einsatz entschieden werden.

## Unterbauten

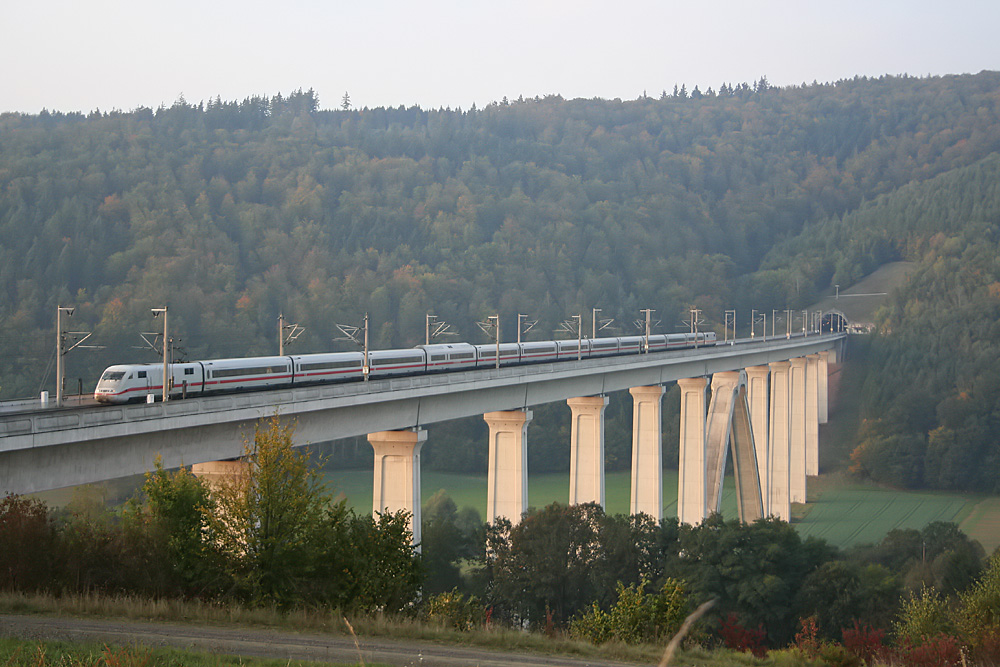
Ansicht von Süden

Die Widerlager und Pfeiler sind auf Buntsandstein mit Großbohrpfählen gegründet. Die Pfähle haben 1,5 m Durchmesser. Im Regelfall sind 12 Pfähle unter Pfahlkopfplatten mit den Abmessungen 11,2 m × 11,2 m × 2,3 m angeordnet. In der Brücke ist ein bogenförmig gestalteter A-Bock mit einer Stützweite von 116 m, was der doppelten Stützweite der Normalfelder entspricht, vorhanden. Der A-Bock steht aufgrund der Talform außerhalb der Brückenmitte. Dieser ist der Festpunkt der Brücke und leitet insbesondere die Längskräfte infolge Bremsen aus dem in Längsrichtung gekoppelten Überbau in den Baugrund ab. Der A-Bock hat einen Hohlquerschnitt aus Stahlbeton und ist gemeinsam mit den beiden benachbarten Pfeilern auf je einem Pfahlkopffundament gegründet.
Die rechteckigen maximal 53 m hohen Stahlbetonpfeiler haben einen Hohlkastenquerschnitt mit 35 cm Wanddicke. Im Gegensatz zu den anderen Brücken der Strecke mit abgeschrägten Pfeilerecken sind diese durch betont verstärkte Pfeilerecken sowie eine geschwungene Form am Pfeilerkopf gestaltet. Das Mindestaußenmaß unterhalb der Pfeilerköpfe beträgt 5,3 m × 3,2 m. Ab dort verbreitern sich die Stützen mit einem Anzug von 60:1 in beide Richtungen nach unten.
Kritiker bemängeln die Ausformung der Pfeiler als unnötig.

## Überbau

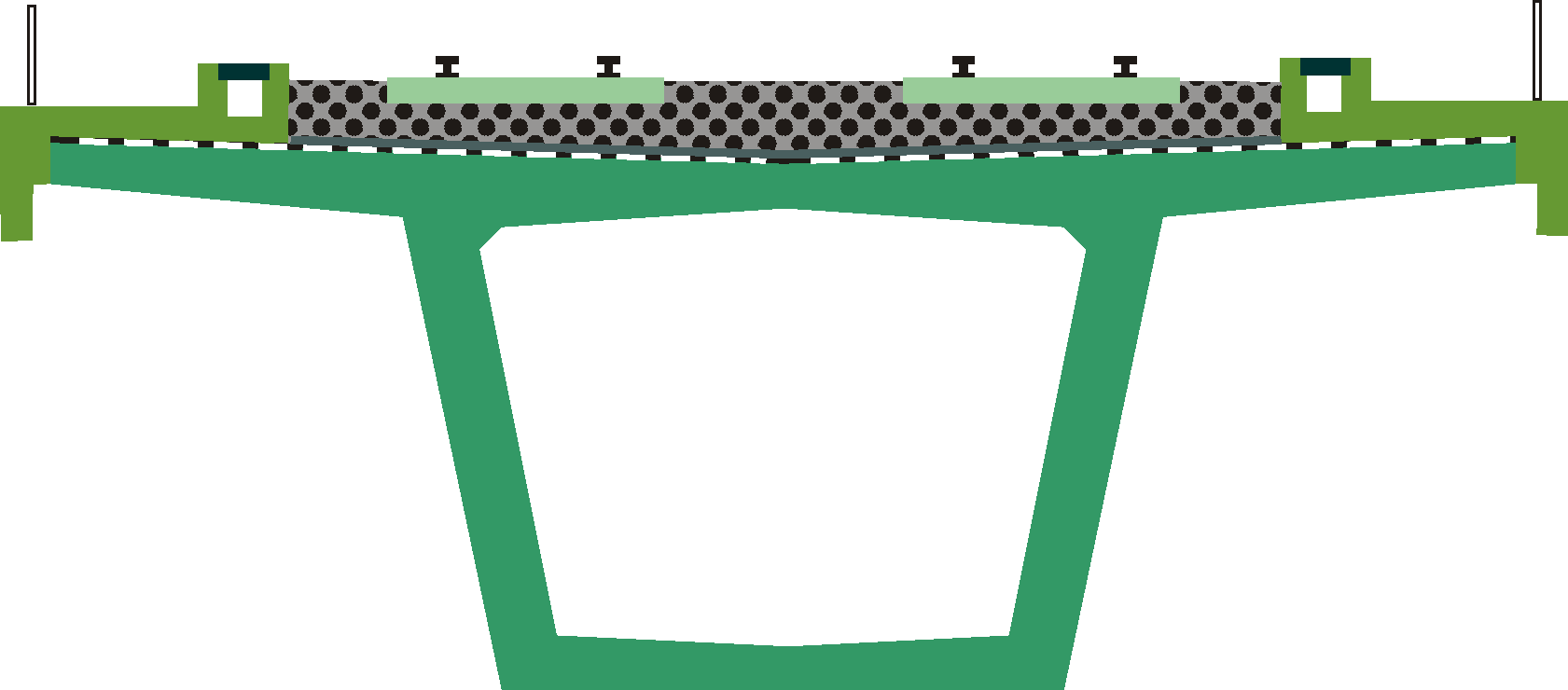
Querschnitt des Überbaus

Der Überbau besteht aus einer Kette von 14 Einfeldträgern. Dadurch ist der spätere Austausch einzelner Brückensegmente möglich. Die Querschnittsform ist ein einzelliger Stahlbetonhohlkasten mit geneigten Stegen, in Längsrichtung vorgespannt. Zusätzlich ist die Fahrbahnplatte in Querrichtung vorgespannt. Bei einer Überbaubreite von 14,3 m betragen die Stützweiten einheitlich 58 m. Die konstante Konstruktionshöhe von 5,3 m (1/11 der Stützweite) ist aufgrund der erforderlichen Steifigkeit zur Durchbiegungsbegrenzung relativ hoch.
Auf der Brücke liegen an beiden Enden in beiden Gleisen Schienenauszüge.

## Ausführung

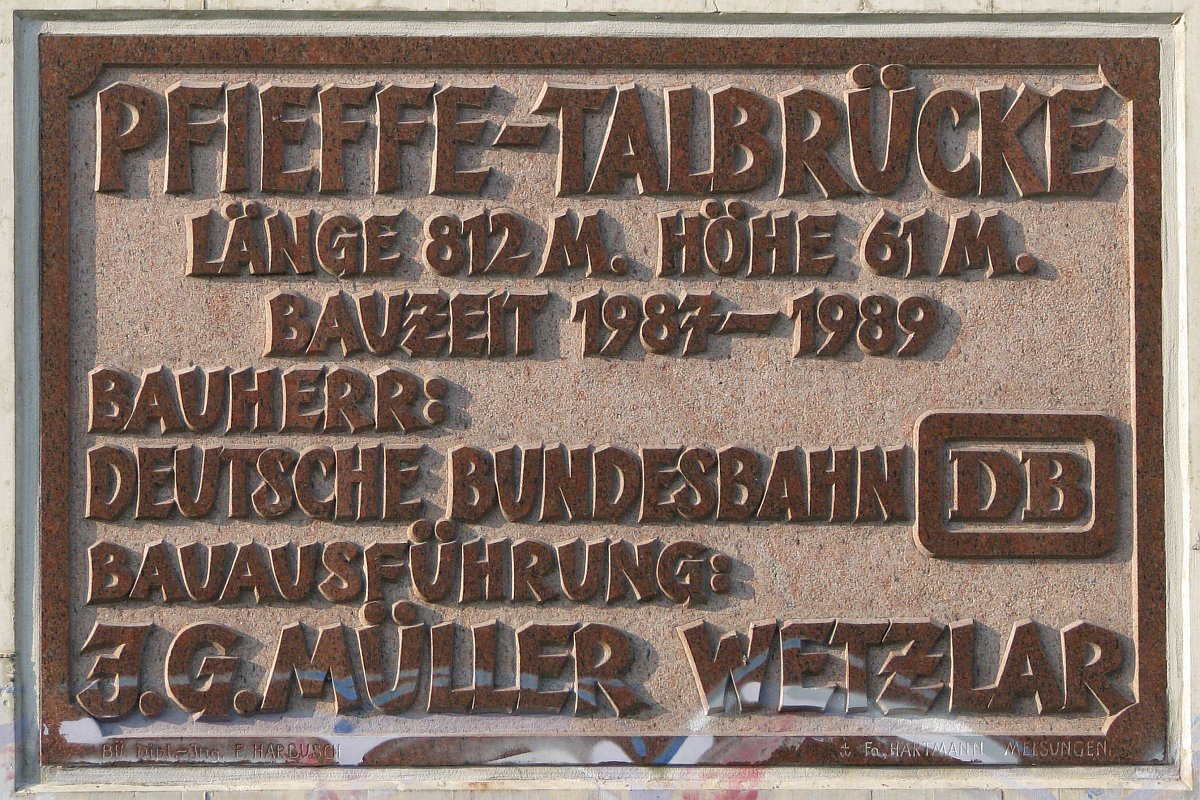
Bauwerkstafel der Deutschen Bundesbahn von 1989

Der A-Bock wurde auf einem hölzernen Traggerüst geschalt. Das 6,5 m breite Gerüst bestand aus fünf hintereinander stehenden Holzreihen aus Rundhölzern, die mit Kanthölzern und stählernen Windrispenbändern verbunden waren. In Querrichtung wurde das Gerüst abgespannt. Der Überbau wurde feldweise mit einem Vorschubgerüst im Takt von zwei Wochen betoniert. Das Gerüst bestand aus einem Spannbetontrog mit einem Vorbauschnabel, der nach Fertigstellung der Brücke abgebrochen wurde.
Mit der Bauüberwachung war das Straßenbauamt Kassel beauftragt.